# Scheidt (Sarrebruck)
Pour les articles homonymes, voir Scheidt.
Scheidt est un quartier de la ville allemande de Sarrebruck, dans la Sarre. Sa population s'élève à 4 063 habitants en 2021. 